# Karl Vetter (Politiker, 1897)
Karl Otto Paul Vetter, auch Carl Otto Paul Vetter (* 18. März 1897 in Berlin; † 15. September 1957) war ein deutscher Politiker, Verleger und Journalist.

## Familie, Ausbildung und erste Tätigkeiten
Als Sohn eines Maurermeisters aus Berlin-Neukölln, wo die Familie ein Haus in der Hobrechtstraße bewohnte, besuchte er eine Bürgerschule und nahm Privatunterricht. Nach einer kaufmännischen Verlagsausbildung besuchte er eine Handelshochschule. Von 1913 bis 1915 gab er die Monatszeitung Hermes und von 1916 bis 1917 Schriften zur Jugendbewegung heraus. Parallel nahm er ab 1916 eine Tätigkeit als Redakteur bei der vom Mosse-Verlag herausgegebenen Berliner Volks-Zeitung auf.

## Politische Aktivitäten
Von Dezember 1917 bis November 1918 diente er im Ersten Weltkrieg als Soldat. Im November und Dezember 1918 war Vetter Mitglied des Soldatenrates der 17. und 18. Armee. Im Anschluss arbeitete er wieder bei der Berliner Volks-Zeitung. Am 2. Oktober 1919 gründete er mit Kurt Tucholsky, Carl von Ossietzky, Emil Julius Gumbel, Georg Friedrich Nicolai und anderen in der Redaktion der Berliner Volks-Zeitung den Friedensbund der Kriegsteilnehmer (FdK). Unter Vetters maßgeblicher Mitwirkung entwickelte sich daraus am 1. Juli 1920 der „Nie-wieder-Krieg-Bewegung“. Im März 1921 wurde der Republikanische Reichsbund (RRB) gegründet, bei dem Vetter im Leitungsausschuss mitwirkte.
Am 1. August 1920 organisierten Vetter und Tucholsky als Hauptredner im Berliner Lustgarten eine Nie wieder Krieg Kundgebung. Die Veranstaltung wurde ein Jahr später am 31. Juli 1921 unter Beteiligung von 27 Organisationen mit rund 100.000 Besuchern wiederholt und von Demonstrationen in mehr als 200 deutschen Städten begleitet. Bis November 1921 gab Vetter die Kampfschrift Nie wieder Krieg heraus.
Unter dem Titel Verlebendigung der bis dahin trockenen Republik von Weimar verfasste Vetter mit Kurt Tucholsky ein 99 Punkte-Programm, mit welchem die Zustände in der Weimarer Republik verbessert werden sollten. Das Programm trugen beide dem Reichsinnenminister Adolf Köster vor. Im Wesentlichen soll es bei dem Gespräch um die Vorbereitungen der Feierlichkeiten zur Weimarer Verfassung am 11. August 1922 gegangen sein. Späteren Eigenangaben Vetters zufolge, will er dabei den Vorschlag unterbreitet haben, während der Feier das Deutschlandlied von Hoffmann von Fallersleben zu spielen. Beim Geburtstag der Reichsverfassung im Berliner Lustgarten mit mehr als 500.000 Teilnehmern sollen viele Besucher tatsächlich die dritte Strophe des Deutschlandliedes mitgesungen haben, womit der Grundstein für die deutsche Nationalhymne gelegt worden wäre. Nach Aussagen von Kurt Tucholsky ging wenige Tage später in der Redaktionen der Berliner Volks-Zeitung ein Fernschreiben des Innenministers ein, in welchem stand, dass Reichspräsident Friedrich Ebert aufgrund der großen Zustimmung bei der Veranstaltung das Deutschlandlied zur deutschen Hymne bestimmt habe.
Auf Initiative von Mitarbeitern der Berliner Volks-Zeitung und Angehörigen des FdK wurde am 6. Januar 1924 die Republikanische Partei Deutschlands (RPD) gegründet. Vetter wurde zuerst stellvertretender Vorsitzender und am 6. April 1924 als 1. Vorsitzender gewählt sowie als Spitzenkandidat der Partei für die Reichstagswahl am 4. Mai 1924 aufgestellt. Die RPD erhielt fast keine Stimmen und löste sich im Juni 1924 wieder auf. Später wurden Stimmen laut, dass die RPD mit fremder Unterstützung nur gegründet wurde, um demokratische Parteien in viele einzelne Richtungen zu spalten.
Bereits im März 1924 mussten Vetter und von Ossietzky die Redaktion bei der Berliner Volks-Zeitung wegen ihrer politischen Tätigkeiten verlassen. Die Kündigung sprach Theodor Wolff aus, insbesondere die Gründung der RPD stieß bei dem mächtigsten Chefredakteur des Mosse-Verlags auf entschiedenen Widerstand. Nach seinem Ausscheiden aus dem Mosse-Konzern wurde Vetter Herausgebers und Chefredakteur der RDP-Parteizeitung Die Republik - Die Neue Tageszeitung, die lediglich und trotz Auflösung der Partei vom 30. Oktober 1924 bis zum 30. November 1924 erschien.

## Arbeit beim Berliner Messeamt
1925 wurde Vetter Leiter und Pressechef der Werbeabteilung im Ausstellungs-, Messe- und Fremdenverkehrsamt der Stadt Berlin. Dort wirkte er auch als Chefredakteur der Zeitschrift Wochenspiegel für Leben, Wirtschaft und Verkehr der Reichshauptstadt, die ab 1925 erschien. Er organisierte Ausstellungen und legte Broschüren wie Jeder einmal in Berlin! oder den Offiziellen Führer für Berlin und Umgebung auf.
Analog der 1910 in den USA entstandenen Week-End Initiative initiierte Vetter eine Deutsche Wochenendbewegung. Dafür gründete er den Berliner Wochenendausschuß und führte den Vorsitz. Höhepunkt der Kampagne war vom 16. April bis 12. Juni 1927 die Ausstellung Das Wochenende am Berliner Kaiserdamm. Von 1928 bis 1929 gab Vetter mit Karl August Tramm die Zeitschrift Das Wochenende. Anregungen zur praktischen Durchführung heraus. Darin betonte er, dass inzwischen die Idee des Wochenendes einer der stärksten kulturellen Faktoren unserer Zeit sei und wies auf die volks-ökonomischen Vorteile der Wochenendbewegung hin. Dabei vergaß er auch nicht, auf die besondere Rolle des Berliner Wochenendausschusses hinzuweisen, der zu einem Arbeitszentrum geworden sei. Auch für die Unternehmer wäre die Wochenendbewegung vorteilhaft, weil sie die seelische und körperliche Ausspannung des Wochenendlers und damit die ökonomische Leistungsfähigkeit der Gesamtheit fördere.
Ende der 1920er Jahre organisierte er eine Aktion zur Rettung des Berliner Funkturms, den der Architekt Heinrich Straumer wieder abreißen wollte, weil die technische Entwicklung derartiger Funkmasten bereits kurz nach Fertigstellung überholt war.

## Rückkehr zum Mosse-Verlag
1930 kehrte Vetter zum Mosse-Verlag zurück. Im 8 Uhr-Abendblatt startete er die Kampagne Ritter vom Steuer und rief Berliner Autofahrer zu einem Picknick auf. Dabei soll der gesamte Verkehr in Richtung Osten zusammengebrochen und es zu einem der größten Staus in Berlin gekommen sein. Durch seine Tätigkeit beim Messeamt hatte er zahlreiche Kontakte zum Berliner Gaststättengewerbe. Diese nutzte er zur Anzeigenwerbung, indem er die Redaktion beeinflusste, entsprechend günstige Berichte über Gaststätten und ihre Feste zu schreiben. Die Artikel veröffentlichte er im Berliner Tageblatt und in der Berliner Volks-Zeitung unter dem Motto Das blaue Band der Gastlichkeit. Derartige Koppelgeschäfte waren branchenüblich.
1930 organisierte er mit Oskar von Miller und Hans Lachmann-Mosse die internationale Welt-Energie-Konferenz (World Power Conference) im Mosse-Palais. Der große Erfolg der Aktion soll Lachmann-Mosse dazu bewogen haben, Vetter mit mehr Führungsaufgaben im Verlag zu betrauen. Als Martin Carbe, der Chef-Prokurist des Mosse-Konzerns, im Dezember 1930 das Unternehmen verließ, übernahm Vetter die offizielle Vertretung des Verlags bei bestimmten Institutionen und Verbänden. Parallel erhielt er den Auftrag, das Berliner Tageblatt entgegen der Intentionen von Theodor Wolff radikal neu zu gestalten. Tatsächlich konnte Vetter den von Wolff praktizierten Meinungsjournalismus nicht stoppen. Er entwickelte sich zu einem Handlanger von Lachmann-Mosse und unterstützte diesen bei der Durchsetzung von Sparprogrammen sowie Entlassungen. Sämtliche Bestrebungen kamen jedoch zu spät; im Herbst 1932 erfolgte der ökonomische Zusammenbruch des Mosse-Konzerns.
Als am 10. März 1933 das Berliner Tageblatt für zwei Tage verboten wurde, soll nach Angaben von Wolfgang Bretholz Vetter mit Joseph Goebbels die Verhandlungen zur Aufhebung des Verbots geführt haben. In die deutsche Geschichte des Journalismus ging der als Frontschwein-Artikel bezeichnete Artikel von Vetter mit dem Titel Klarheit! ein, der am 4. April 1933 im Berliner Tageblatt erschien. Dieser Leitartikel war ein offener Bruch zur republikanischen Vergangenheit der Zeitung und wurde nicht nur von Journalisten vielfach als Unterwerfung betrachtet. Mit diesem Artikel hat sich das Berliner Tageblatt nicht nur öffentlich zum neuen System bekannt, sondern als erste Zeitung gegenüber der neuen Macht von selbst „gleichgeschaltet“.
Nach Vetters eigenen Angaben wurde er im August 1933 entlassen, weil er sich geweigert habe, einer Veröffentlichung zuzustimmen. Über seine Tätigkeiten bis 1940 liegen nur undurchsichtige Hinweise vor. Angeblich soll er im Widerstand, anderen Quellen zufolge geheimdienstlich für die Nationalsozialisten aktiv gewesen sein. 1940 tauchte er in Heidelberg auf, wo er bis 1945 als Geschäftsführer des Melliand-Verlages tätig war. Zumindest diese Tätigkeit konnte nur in Abstimmung mit der Reichspressekammer erfolgt sein, da dafür immer eine Genehmigung erforderlich war.

## Nachkriegszeit
Ab dem 5. Dezember 1946 trat Vetter als Mitherausgeber des Mannheimer Morgens auf. Darin schrieb er am 9. April 1947 einen Artikel, in welchem er sich gegen die Zulassung von Parteizeitungen wandte. Dabei deutete er auf die Rolle von Parteiblättern in der deutschen Vergangenheit hin und sprach von einem Schlag gegen die freie Lizenzpresse.
Redakteure der SPD-nahen Lizenzzeitung Telegraf recherchierten daraufhin über Vetters Vergangenheit und warfen ihm öffentlich die Beteiligung als Herausgeber nationalsozialistischer Publikationen vor, beispielsweise der Broschüre von Henning Duderstadt Vom Reichsbanner zum Hakenkreuz. Vetter antwortete mit einer Strafanzeige wegen Verleumdung gegen den Herausgeber des Telegraf Arno Scholz. Dieser setzte seine Angriffe auf Vetter fort. Im August 1947 veröffentlichte der Telegraf, dass Vetter als Mitbegründer der RPD über Willi Münzenberg illegale Wahlspenden direkt von der Sowjetunion erhalten habe, die zur Spaltung demokratischer Parteien führen sollten. Diesen Vorwurf nahm auch der für den Mannheimer Morgen zuständige US-Lizenzgeber zur Kenntnis. Entlasten konnte sich Vetter nicht. Daraufhin musste er am 9. Dezember 1947 den Mannheimer Morgen verlassen. Wahrscheinlich aus Eigenschutz meldete der Mannheimer Morgen ein Jahr später, dass die Zentralspruchkammer für Nordbaden Vetter nichts nachweisen konnte und die SPD nur den Versuch unternommen habe, über alliierte Gesetze alte Journalistenhändel und alte Parteiquerelen auszutragen.
Im Mai 1949 trat Vetter in die Verlagsredaktion der Rhein-Neckar-Zeitung in Heidelberg ein, die er bis 1950 leitete. Anschließend ging er in den Ruhestand.

## Schriften
- Der Zusammenbruch der Westfront — Ludendorff ist schuld!. Die Anklage der Feldgrauen. Koch & Jürgens, Berlin 1919. (16–seitige Broschüre)
- Schriften zum deutschen Zusammenbruch 1918. Leipzig 1924.
- Der Berliner Funkturm. Worte und Bilder zum Werden und Wirken. Anlässlich seiner Weihe am 3. September 1926. Zusammengestellt Karl Vetter, Hrsg. Berliner Messeamt, Berlin 1926.
- Tausend Bilder: Grosse Polizei-Ausstellung Berlin 1926. mit Hans Hirschfeld. Hrsg. Albert Grzesinski, Gersbach und Sohn, Berlin 1927.
- Almanach zur Ausstellung Deutscher Rhein Deutscher Wein : 12. Februar bis 13. März 1927, Berlin 1927
- Das Wochenende - Anregungen zur praktischen Durchführung mit Karl August Tramm, Berlin 1928
- Offizieller Führer für Berlin und Umgebung und Potsdam und seine Schlösser, Berlin 1928
- 100 x Berlin mit Laszlo Willinger, Berlin 1929
- Jugend weisst du den Weg? : Wir rufen zur Tat! mit Karl Ackermann und E. Fritz von Schilling, Heidelberg 1947